# Organizacija islamske saradnje
Organizacija islamske konferencije (OIK) (arap. منظّمة المؤتمر الأسلامي ]], engl. Organization of the Islamic Conference (OIC); fr. L'Organisation de la Conférence Islamique (OCI)) je međunarodna organizacija s trajnim izaslanstvom pri Ujedinjene nacijeUN-u, koja okuplja 57 država u kojima je islam državna, većinska ili manjinska religija.

## Istorija
25. septembra 1969. godine, veliki broj vođa islamskih zemalja sastao se u Rabatu u Maroku zbog slučaja paljenja džamije Al Aksa u Jerusalimu, kojeg je 21. avgusta te godine podmetnuo australijski protestantski ekstremista.
U martu 1970. godine održana je prva islamska konferencija ministara inostranih poslova u Džedi. Stvorena su prva tela koja su zadužena za održavanje veza između zemalja članica i koordinacije u njihovim postupcima. U Džedi je od tad smešteno privremeno sedište organizacije u iščekivanju tzv. oslobođenja Jerusalima.
5. avgusta 1990. godine, na konferenciji ministara inostranih poslova u Kairu prihvaćena je Deklaracija o ljudskim pravima u islamu što je svojevrsno prilagođavanje ljudskih prava šerijatskom zakonu.

## Ciljevi
Ciljevi Organizacije islamske konferencije koji su definirani poveljom stvorenom u Džedi u martu 1972. su:
1. Učvršćivanje islamske solidarnosti između zemalja članica;
2. Ojačavanje saradnje između zemalja članica na privrednim, društvenim, kulturnim, naučnim i drugim važnim poljima i savetovanje među zemljama članicama unutar međunarodnih organizacija;
3. Raditi na uklanjanju rasne diskriminacije i kolonijalizma u svim oblicima;
4. Podnošenje odgovarajućih mera kako bi se učvrsnuo mir i svetska sigurnost osnovana na pravdi;
5. Usklađivanje postupaka u svrhu očuvanja svetih mesta, podrška borbi palestinskom narodu i pomoć u ostvarenju njihovih prava i oslobađanju njihova teritorija;
6. Potpora svim muslimanima koji se bore za očuvanje svog dostojanstva, nezavisnosti i nacionalnih zakona;
7. Stvaranje pogodne atmosfere za saradnju i razumevanje između zemalja članica i drugih zemalja.

## Članice Organizacije islamske saradnje
Članice:
| Avganistan · Albanija · Saudijska Arabija · Alžir · Azerbejdžan · Bahrein · Bangladeš · Benin · Brunej · Burkina Faso · Kamerun · Katar · Čad · Komori · Obala Slonovače · Egipat · Ujedinjeni Arapski Emirati · Gabon · Gambija · Gvineja | Gvineja Bisao · Gvajana · Indonezija · Iran · Irak · Jordan · Kazahstan · Kirgistan · Kuvajt · Liban · Libija · Malezija · Maldivi · Mali · Maroko · Malavi · Mauritanija · Mozambik · Niger · Nigerija | Oman · Pakistan · Palestina · Senegal · Sijera Leone · Somalija · Sudan · Surinam · Sirija (suspendovana) · Tadžikistan · Togo · Tunis · Turska · Turkmenistan · Uganda · Uzbekistan · Jemen · Džibuti · |

Posmatrači:

 Bosna i Hercegovina
 Centralnoafrička Republika
 Severni Kipar
 Tajland
 Rusija
 Venecuela

## Popis glavnih sekretara
Ovo je popis glavnih sekretara OIK-a od njezina stvaranja:
1. Tunku Abdul Rahman (Malezija): (1971.-1973)
2. Hasan Touhami (Egipat): (1974.-1975)
3. Dr. Amadou Karim Gaje (Senegal): (1975.-1979)
4. Mr. Habib Chati (Tunis): (1979.-1984)
5. Šarifudin Pirzada (Pakistan): (1985.-1988)
6. Dr. Hamid Algabid (Niger): (1989.-1996)
7. Dr. Azedine Laraki (Maroko): (1997.-2000)
8. Dr. Abdelouahed Belkeziz (Maroko): (2001.-2004)
9. Prof. dr. Ekmeledin Ihsanoglu (Turska): (2005.-2014)
10. Iyad bin Amin Madani (Saudijska Arabija): (2014.-2016)
11. Yousef Al-Othaimen (Saudijska Arabija): (2016.-)

## Bivši susreti
| Broj        | Godina | Država            | Mesto       |
| ----------- | ------ | ----------------- | ----------- |
| 1.          | 1969.  | Maroko            | Rabat       |
| 2.          | 1974.  | Pakistan          | Lahor       |
| 3.          | 1981.  | Saudijska Arabija | Meka i Taif |
| 4.          | 1984.  | Maroko            | Casablanca  |
| 5.          | 1987.  | Kuvajt            | Kuvajt      |
| 6.          | 1991.  | Senegal           | Dakar       |
| 7.          | 1994.  | Maroko            | Kazablanka  |
| 1. vanredni | 1997.  | Pakistan          | Islamabad   |
| 8.          | 1997.  | Iran              | Teheran     |
| 9.          | 2000.  | Katar             | Doha        |
| 2. vanredni | 2003.  | Katar             | Doha        |
| 10.         | 2003.  | Malezija          | Putrajaja   |
| 3. vanredni | 2005.  | Saudijska Arabija | Meka        |

## Spoljašnje veze
- (језик: арапски)(језик: енглески)(језик: француски)Službena stranica Organizacije islamske konferencije Архивирано на веб-сајту  (4. јул 2012)
- (језик: арапски)(језик: енглески)(језик: француски)Islamska konferencija dokumenti i informacije s zadnjeg sastanka na vrhu